# Tour de France 1911
Il Tour de France 1911, nona edizione della Grande Boucle, si svolse in quindici tappe tra il 2 e il 30 luglio 1911, per un percorso totale di 5 334 km. Fu vinto per la prima ed unica volta dal francese Gustave Garrigou.
Si trattò dell'ottava edizione vinta da un corridore francese. Per Garrigou fu il quarto podio al Tour (un record, all'epoca), dopo due secondi ed un terzo posto.
Garrigou, settimo francese vincente nella Grande Boucle, totalizzò 43 punti precedendo i connazionali Paul Duboc (al primo e unico podio nella corsa a tappe francese, in qualità di secondo classificato) ed Émile Georget (per la seconda e ultima volta sul podio di Parigi come terzo classificato, stessa posizione che aveva già colto nell'edizione 1907).

## Tappe
| Tappa  | Data      | Percorso               | km    | Vincitore di tappa | Leader cl. generale |
| ------ | --------- | ---------------------- | ----- | ------------------ | ------------------- |
| 1ª     | 2 luglio  | Parigi > Dunkerque     | 351   | Gustave Garrigou   | Gustave Garrigou    |
| 2ª     | 4 luglio  | Dunkerque > Longwy     | 388   | Jules Masselis     | Jules Masselis      |
| 3ª     | 6 luglio  | Longwy > Belfort       | 331   | François Faber     | François Faber      |
| 4ª     | 8 luglio  | Belfort > Chamonix     | 344   | Charles Crupelandt | Gustave Garrigou    |
| 5ª     | 10 luglio | Chamonix > Grenoble    | 366   | Émile Georget      | Gustave Garrigou    |
| 6ª     | 12 luglio | Grenoble > Nizza       | 348   | François Faber     | Gustave Garrigou    |
| 7ª     | 14 luglio | Nizza > Marsiglia      | 334   | Charles Crupelandt | Gustave Garrigou    |
| 8ª     | 16 luglio | Marsiglia > Perpignano | 335   | Paul Duboc         | Gustave Garrigou    |
| 9ª     | 18 luglio | Perpignano > Luchon    | 289   | Paul Duboc         | Gustave Garrigou    |
| 10ª    | 20 luglio | Luchon > Bayonne       | 326   | Maurice Brocco     | Gustave Garrigou    |
| 11ª    | 22 luglio | Bayonne > La Rochelle  | 379   | Paul Duboc         | Gustave Garrigou    |
| 12ª    | 24 luglio | La Rochelle > Brest    | 470   | Marcel Godivier    | Gustave Garrigou    |
| 13ª    | 26 luglio | Brest > Cherbourg      | 405   | Gustave Garrigou   | Gustave Garrigou    |
| 14ª    | 28 luglio | Cherbourg > Le Havre   | 361   | Paul Duboc         | Gustave Garrigou    |
| 15ª    | 30 luglio | Le Havre > Parigi      | 317   | Marcel Godivier    | Gustave Garrigou    |
| Totale | Totale    | Totale                 | 5 334 |                    |                     |

## Squadre e corridori partecipanti
Parteciparono alla competizione quattro squadre oltre ai corridori "Isolati".
| N.      | Cod. | Squadra       |
| ------- | ---- | ------------- |
| 1-10    | -    | La Française  |
| 11-20   | -    | Alcyon-Dunlop |
| 21-30   | -    | Le Globe      |
| 31-37   | -    | Automoto      |
| 101-168 | -    | Isolati       |

## Resoconto degli eventi
Il vincitore Gustave Garrigou giunse per la quarta volta in carriera sul podio di Parigi, un primato all'epoca, riuscendo a trionfare nella Grande Boucle dopo aver ottenuto, fino ad allora, due secondi posti nelle edizioni 1907 e 1909 e una terza piazza nel 1910. Con questa vittoria riuscì anche a eguagliare il primato di tre podi consecutivi stabilito l'anno precedente dal lussemburghese François Faber.
Garrigou conquistò subito la leadership alla fine della prima tappa, per poi perderla alla fine della seconda frazione e riconquistarla alla fine della quarta, rimanendo leader fino alla fine; al termine delle quindici tappe, soltanto per due volte non risultò al comando della classifica generale.
Al Tour de France 1911 parteciparono 84 corridori e 28 giunsero a Parigi. Il corridore che vinse più tappe fu Paul Duboc, con quattro successi su un totale di quindici frazioni.
La tappa più lunga della corsa raggiungeva i 470 km e al vincitore Marcel Godivier servirono 18 ore per completarla. Per la prima volta nella storia del Tour de France fu inserito il Colle del Galibier (2556 m), affrontato lungo il percorso della sesta tappa tra Grenoble e Nizza, frazione vinta dal lussemburghese Faber.

## Classifiche finali

### Classifica generale
| Pos. | Corridore          | Squadra       | Punti |
| ---- | ------------------ | ------------- | ----- |
| 1    | Gustave Garrigou   | Alcyon-Dunlop | 43    |
| 2    | Paul Duboc         | La Française  | 61    |
| 3    | Émile Georget      | La Française  | 84    |
| 4    | Charles Crupelandt | La Française  | 119   |
| 5    | Hector Heusghem    | Alcyon-Dunlop | 135   |
| 6    | Marcel Godivier    | La Française  | 141   |
| 7    | Charles Crouchon   | La Française  | 145   |
| 8    | Ernest Paul        | Alcyon-Dunlop | 153   |
| 9    | Albert Dupont      | Le Globe      | 157   |
| 10   | Henri Devroye      | Le Globe      | 171   |